# リトルマスター〜虹色の魔石〜
『リトルマスター〜虹色の魔石〜』（リトルマスター にじいろのませき）は、1995年6月30日に日本の徳間書店インターメディアから発売されたスーパーファミコン用シミュレーションロールプレイングゲーム。
同社の『リトルマスターシリーズ』第3作目。主人公のリイム・ライクバーンを操作し、カラード教の秘法を巡って無法地帯と化したマテドラル教国を救出する事を目的としている。戦闘中にボタンを押す事で補正を与えるインパクトシステムや時間経過によって昼夜でユニット編成に影響が出るシステムなどが特徴。
開発はツェナワークスが行い、前2作に続きゲーム・デザインおよびディレクター、シナリオは川野忠仁、音楽はやまだゆうじ、プログラマーは武田寧が担当、プロデューサーとして新たに『ラブクエスト』（1995年）を手掛けた中村文雄および真形隆之が参加している。

## ストーリー
ゲザガイン率いる魔物軍はリイムたちの活躍により退けられ、ライナーク王国には平和な日々が訪れていた。そんな中、ライナーク王国の隣国マテドラル教国では、その国教であるカラード教の伝承に伝わる秘法を探し、遺跡盗掘団や盗賊団が暗躍していた。カラード教の伝承を確かめるべく遺跡の調査をしているラドック教授の護衛を拝命したリイム・モーモー・タムタムの3人は、マテドラル領内の遺跡で魔物たちに襲われたラドックを救出する。ラドックはついにカラード教の秘法の秘密を解き明かしたという。一方で、秘法伝承のために領内をあらされ無法地帯と化したマテドラル教国はカラード教の教義により軍備を持たないため有効な対策をとることができないでいた。そこでマテドラル教国教王ハウザーは、従兄弟であるライナーク王国国王リチャード3世に軍の派遣を求めた。ラドック護衛の任務を終えたリイムたちは、隣国マテドラルの治安を守るため出発した。

## キャラクター

### ライナーク王国
リイム・ライクバーン
本作の主人公で雷光の騎士の異名をもつ少年。前作で手にした魔剣ガラバーニュを武器とする。ライトニングボールという必殺技をもつ。父親であるライト・ライクバーンはすでに他界。人間以外の動物や魔物と心を通わすことができる。
モーモー・ダイナマイツ
ホルスタイン模様のミノタウロス。ジーパンにブーツ、指だしグローブのいでたちで上半身裸という肉体派。格闘術の先生でもあり高い攻撃力を誇っている。大雑把な性格で、シャルルを怒らせたり、突っ込まれたりすることもしばしば。例えば服も着ずに寒冷地で寒いと発言し、シャルルに「そんな格好しているからよ」と突っ込まれたこともある。
タムタム・タンバリン
僧侶の明るい少女。仲間キャラクターの中で唯一回復魔法を使うことができる。リイムに思いを寄せている。守備力が高いが移動力が低く、補うアイテムを装備させると使いやすい。コハクによる魔法を使って遠距離攻撃をすることもできる。敵から攻撃を受けると魔物に変身して応戦する。最高レベル時には、モーモーの着ぐるみを着た姿に変身する。
リチャード3世
現ライナーク王国国王。従兄弟にマテドラル教国の教王ハウザーがいる。今回は戦闘に参加せず。
プリンセス・ライム
ライナーク王国国王リチャード3世の娘。前作から服装を変え、赤い魔石のついたカチューシャを身につけていたため、スカルボンバーズに誘拐されてしまう。リイムに思いを寄せる。
ラドック教授
マウスマンの学者でマテドラル領内にある遺跡に深い知識を持ち、古代語も読みこなすことができる。薀蓄をくどくどと話し続けるので、モーモーに煙たがられている。
ピーコック
ヴァイスの盗掘団で下働きをしている青年。ラドック教授の助手でもある。
タップン
ライナーク城下で武器屋を営む男性。太り気味の体型をしている。
サンデー
ライナーク城下で道具屋を営む少女。
Drメエ
ライナーク城下で開業する医師。名前のとおり山羊であり、金髪の少女看護師を助手にしている。パーティメンバーのステータス異常を治療できる。

### マテドラル教国
教王ハウザー
マテドラル教国教王。カラード教の信仰に従い少数の近衛兵を除いて軍備を持たない方針を貫いていたが、ゲーム中盤でヴァイス率いる盗掘団を正規軍として迎えることとなる。
シャルル・ブレッド
黒コハク使い（魔法使い）の少女。気が強く活発。攻撃魔法を使いこなす。リルル・ブレッドは彼女の別人格である。モーモーに対してつっこみをすることが多い。
リルル・ブレッド
白コハク使い（魔法使い）の少女。シャルルとは逆におとなしく内向的。「 - ですぅ」という語尾で話す。彼女の別人格であるシャルル・ブレッドとは異なり補助魔法のエキスパートである。ペットにはハムスというハムスターがいる。
ヴァイス・キャンベル
遺跡盗掘団の頭領。マテドラル教国の辺境地域にある遺跡を盗掘しては荒稼ぎをしつつ、カラード教の秘法を狙っている。その際にジャスバン遺跡に封印されていたヤゴを開放したため、その礼として強力な力を授けられる。マテドラル城を襲撃したスカルボンバーズに追い詰められたリイムたちを助けたことでハウザーに気に入られ、マテドラル教国正規軍の指導者として迎えられる。

### 盗賊団スカルボンバーズ
トランプ
盗賊団スカルボンバーズのリーダーのスケルトン。生前は船員で荒っぽく単純な性格をしているため、実質的に組織は蒼月により運営されている。巨大な錨を武器として用いる。スケルトンの船員であるスカル・パイレーツを従えている。
蒼月
忍術を心得ている人狼。盗賊団スカルボンバーズのナンバー2にして影のリーダー。直属の忍者部隊を従えている。暴れること自体が目的のトランプとは異なり、マイノリティーである魔物が差別されることのない社会を作るという理想を実現するためにカラード教の秘法を利用しようとしている。
Drスカル
スカルボンバーズの幹部であり、重要拠点ソロモンの塔の管理を任されている科学者。空を飛べる兵器であるスカルポンプ、大砲のスカルタンクは彼が開発したものと思われる。ソロモンの塔を守るため、自身も分身の術を使い、スカルポンプ・スカルタンクに乗り込みリイムたちと戦う。

### その他
ヤゴ
本作のラストボスにてカセット本体に描かれる羽の生えた猫で、「 - だにゃ〜」という語尾で話す。かわいい見た目とは裏腹に凶悪な悪魔で、言葉巧みに人の欲望に付け入ることを得意とする。このため太古の時代にジャスバン遺跡に封印されたが、ヴァイスの率いる遺跡盗掘団により解放されてしまう。それ以後ヴァイスと行動を共にする。天球儀を携帯しており、そこから星を召還して戦う。ラストボスであるにもかかわらず、ヤゴがプリントされたTシャツまで販促品として存在していた。
星
ヤゴの手下である三邪精の一つ。その名のとおり星である。三邪精の中では一番弱い。
月
同じく三邪精の一つ。三日月の姿をしている。
太陽
同じく三邪精の一つ。手の生えた太陽の姿をしており、はり手や火のブレスを得意とする。三邪精はそれぞれ一体だけではなく、ヤゴは無数に召還することができる。
キングマウスマン
本作最強の魔物で王冠と王錫を携えているマウスマンの王。雑魚キャラクターであるマウスマン32匹分の能力を有する。本編クリア後でないと仲間にすることが困難である。
キングコアラ
コアラの王様。キングマウスマンと同等の戦闘能力を持つ魔物だが、移動力が低いため使いにくい。
合体の壷
魔物同士を合体させ新たな魔物を生み出す壷。ライナーク王国の王城には合体の壷を安置した合体の神殿が存在する。土偶の上半身をかたどった外見をしており、2体の魔物を内に含むと合体の壷は全身を上下左右に伸縮させる。これを壷ダンスといい、デバッグモードでは自由に操作することができる。
バルバル鳥
希少な鳥でその羽は解熱剤の材料として珍重される。
J・L・ピカード
ライモス神殿の外部に広がる公園に飾られているオブジェの製作者。オブジェは障害物として扱われる。
クイズ村の村長
上部に？マークが飛び出るシルクハットをかぶるカラフルな衣装を着た男性。とにかくクイズ好きでリイムたちも巻き込まれることになる。彼の出題するクイズは野生動物の生態から過去のリトルマスターシリーズを知らないと答えられないもの（例：リイムの父の名は？）、スカルボンバーズの内部情報までと、とにかく幅広い。

## スタッフ
- ツェナワークス・クルー
  - プロデュース、企画、ゲーム・デザイン、シナリオ、ディレクター：川野忠仁
  - パラメータ・デザイン、モンスター・デザイン、モンスター・グラフィック、バトルシーン・アニメーション：山本浩史
  - ADイラスト、メインキャスト・キャラクター・デザイン、メイン・グラフィック：関本努
  - レイアウト・デザイン、システム・コーディネーター：後藤滋
  - 音楽、効果音：やまだゆうじ
  - デモシーン・アニメーション：関本努、後藤滋
  - プログラム・コーディング：ONITAMA（武田寧）
  - サウンド・ドライバー・コーディング：林忍
  - デバッグ・プレイヤー：きくちのりみつ
  - スペシャル・サンクス：たけうちしんわ
- 徳間書店インターメディア・クルー
  - プロデューサー：中村文雄
  - コ・プロデューサー：真形隆之
  - アドバータイジング・チーフ：斉藤大成
  - パッケージ・デザイン：はやしだなおこ
  - CMプランナー：金井典広
  - マーチャンダイズ・プランナー：ながもりゆうじ
  - アカウント・マネージャー：しまみやみゆき
  - チアーマン：三浦宏之
  - エグゼクティブ・プロデューサー：山森尚

## 評価
ゲーム誌『ファミコン通信』の「クロスレビュー」では6・8・7・7の合計28点（満40点）、『ファミリーコンピュータMagazine』の読者投票による「ゲーム通信簿」での評価は以下の通り、23.5点（満30点）となっている。
| 項目 | キャラクタ | 音楽 | お買得度 | 操作性 | 熱中度 | オリジナリティ | 総合 |
| 得点 | 4.4        | 3.9  | 3.7      | 3.8    | 4.0    | 3.5            | 23.5 |